# نيكولاس بيني
نيكولاس بيني (بالإنجليزية: Nicholas Penny)‏ هو مؤرخ الفن بريطاني، ولد في 21 ديسمبر 1949.